# Lista comunelor din Austria Superioară

## A
| - Adlwang - Emsenhub - Weißenbach - Afiesl - Ahorn - Aichkirchen - Aigen-Schlägl - Unterneudorf - Aistersheim - Alberndorf in der Riedmark - Oberndorf (Gemeinde Alberndorf) - Pröselsdorf - Steinbach - Alkoven - Annaberg (Gemeinde Alkoven) - Hartheim (Gemeinde Alkoven) - Polsing (Gemeinde Alkoven) - Puchham (Gemeinde Alkoven) - Straß (Gemeinde Alkoven) - Allerheiligen im Mühlkreis - Lebing (Gemeinde Allerheiligen) - Allhaming - Laimgräben (Gemeinde Allhaming) - Altenberg bei Linz - Katzgraben - Oberbairing - Altenfelden - Haselbach - Langhalsen | - Altheim - Stern (Gemeinde Altheim) - Weyrading - Altmünster - Eben (Gemeinde Altmünster) - Ebenzweier - Gmundnerberg - Grasberg (Gemeinde Altmünster) - Mühlbach (Gemeinde Altmünster) - Nachdemsee - Neukirchen (Oberösterreich) - Ort-Altmünster - Reindlmühl - Altschwendt - Oberrödham - Ampflwang im Hausruckwald - Andorf - Burgerding - Haitzing - Kurzenkirchen - Oberndorf (Gemeinde Andorf) - Schulleredt - Teuflau - Andrichsfurt - Frauenhub - Pötting (Gemeinde Andrichsfurt) - Ansfelden - Fleckendorf - Kremsdorf - Nettingsdorf - Rapperswinkel | - Antiesenhofen - Arbing - Puchberg im Machland - Arnreit - Untergahleiten - Aschach an der Donau - Aschach an der Steyr - Mitteregg - Aspach - Obermigelsbach - Wildenau - Asten - Raffelstetten - Attersee - Abtsdorf (Gemeinde Attersee) - Attnang-Puchheim - Atzbach - Atzesberg - Auberg - Auerbach - Irnprechting - Aurach am Hongar - Hainbach (Gemeinde Aurach) - Aurolzmünster - Forchtenau - Mairhof - Schacha - Weierfing |

## B
| - Bachmanning - Bad Goisern - Lasern - Obersee - Ramsau (Gemeinde Goisern) - Untersee - Bad Hall - Großmengersdorf - Hehenberg - Bad Ischl - Ahorn - Haiden (Gemeinde Bad Ischl) - Jainzen - Kaltenbach (Gemeinde Bad Ischl) - Lauffen - Lindau - Perneck - Reiterndorf - Rettenbach (Gemeinde Bad Ischl) - Bad Kreuzen - Dörfl (Gemeinde Bad Kreuzen) - Kalmberg - Wetzelstein | - Bad Leonfelden - Dietrichschlag - Laimbach (Gemeinde Bad Leonfelden) - Stiftung bei Leonfelden - Weigetschlag - Bad Schallerbach - Bad Wimsbach-Neydharting - Au (Gemeinde Bad Wimsbach-Neydharting) - Bachloh - Bergham - Kößlwang - Neidharting - Bad Zell - Aich (Gemeinde Bad Zell) - Brawinkl - Lanzendorf (Gemeinde Bad Zell) - Baumgartenberg | - Berg im Attergau - Eggenberg (Gemeinde Berg) - Braunau am Inn - Osternberg - Ranshofen - Bruck-Waasen - Bruck (Gemeinde Bruck-Waasen) - Waasen (Gemeinde Bruck-Waasen) - Brunnenthal - Eggersham - Buchkirchen - Hundsham - Mistlbach - Oberperwend - Burgkirchen - Radlach - Biburg - Forstern (Gemeinde Burgkirchen) - Hartberg (Gemeinde Burgkirchen) - Oberspraidt - St. Georgen an der Mattig |

## D
| - Desselbrunn - Windern - Diersbach - Angsüß - Großwaging - Kalling - Kindling (Gemeinde Diersbach) - Schwabenhub | - Dietach - Mitterdietach - Oberdietach - Unterdietach - Dimbach - Gassen (Gemeinde Dimbach) - Dorf an der Pram - Hinterndobl |  |

## E
| - Ebensee - Langwies (Gemeinde Ebensee) - Oberlangbath - Eberschwang - Kirchsteig - Leopoldshofstadt - Mitterbreitsach - Mühring - Vocking - Wappeltsham - Eberstalzell - Mayrsdorf - Wipfing - Edlbach - Edt bei Lambach - Kreisbichl - Mayrlambach - Eferding | - Eggelsberg - Gundertshausen - Haimhausen (Gemeinde Eggelsberg) - Haselreith - Ibm (Gemeinde Eggelsberg) - Eggendorf im Traunkreis - Eggerding - Hofstadt - Maasbach - Eidenberg - Geng - Eitzing - Kirchberg - Engelhartszell - Stadl (Gemeinde Engelhartszell) - Engerwitzdorf - Holzwiesen - Klendorf - Niederkulm | - Enns - Hiesendorf - Kristein - Lorch - Moos (Gemeinde Enns) - Volkersdorf - Enzenkirchen - Jagern - Kenading - Matzing (Gemeinde Enzenkirchen) - Eschenau im Hausruckkreis - Esternberg - Kiesdorf - Pyrawang - Urschendorf (Gemeinde Esternberg) - Wetzendorf (Gemeinde Esternberg) |

## F
| - Feldkirchen an der Donau - Bad Mühllacken - Bergheim (Gemeinde Feldkirchen) - Freudenstein (Oberösterreich) - Lacken - Landshaag - Mühldorf (Gemeinde Feldkirchen) - Feldkirchen bei Mattighofen - Aschau (Gemeinde Feldkirchen) - Gstaig - Vormoosen - Wiesing | - Fischlham - Forstberg - Fornach - Walligen - Fraham - Hörstorf - Frankenburg am Hausruck - Frein - Hintersteining - Hofberg (Gemeinde Frankenburg) - Hörgersteig | - Frankenmarkt - Höhenwarth - Stauf (Gemeinde Frankenmarkt) - Franking - Eggenham - Holzöster - Freinberg - Haibach (Gemeinde Freinberg) - Hinding - Freistadt |

## G
| - Gaflenz - Kleingschnaidt - Neudorf (Gemeinde Kleingschnaidt) - Pettendorf - Gallneukirchen - Gallspach - Enzendorf - Gampern - Baumgarting - Bierbaum (Gemeinde Gampern) - Garsten - Lahrndorf - Mühlbach (Gemeinde Garsten) - Oberchristkindl - Pergern - Unterdambach - Gaspoltshofen - Aflang - Altenhof (Gemeinde Gaspoltshofen) - Fading (Gemeinde Gaspoltshofen) - Höft (Gemeinde Gaspoltshofen) - Hörbach (Gemeinde Gaspoltshofen) - Jeding - Geboltskirchen - Niederentern | - Geiersberg - Geinberg - Neuhaus (Gemeinde Geinberg) - Geretsberg - Lehrsberg - Werberg - Gilgenberg am Weilhart - Mairhof - Ruderstallgassen - Gmunden - Schlagen - Traundorf - Traunstein (Gemeinde Gmunden) - Goldwörth - Gosau - Gramastetten - Feldsdorf - Grein - Lettental - Panholz - Grieskirchen - Manglburg - Parz | - Großraming - Hintstein - Lumpelgraben - Neustiftgraben - Oberplaißa - Grünau im Almtal - Grünbach - Lichtenau (Gemeinde Grünbach) - Rauchenödt - Grünburg - Leonstein - Obergrünburg - Pernzell - Untergrünburg - Wagenhub - Gschwandt - Moosham (Gemeinde Gschwandt) - Oberndorf (Gemeinde Gschwandt) - Gunskirchen - Fallsbach - Grünbach - Irnharting - Straß (Gemeinde Gunskirchen) - Gurten - Dorf (Gemeinde Gurten) - Gutau - Erdmannsdorf (Gemeinde Gutau) - Hundsdorf (Gemeinde Gutau) |

## H
| - Haag am Hausruck - Niedernhaag - Obernhaag - Hagenberg im Mühlkreis - Schmidsberg - Haibach im Mühlkreis - Haibach ob der Donau - Mannsdorf - Haigermoos - Hallstatt - Handenberg - Hargelsberg - Penking - Sieding (Gemeinde Hargelsberg) - Thann (Gemeinde Hargelsberg) - Hartkirchen - Oed in Bergen - Dorf (Gemeinde Hartkirchen) - Schaumberg (Gemeinde Hartkirchen) - Haslach an der Mühl - Heiligenberg - Helfenberg - Spanfeld | - Hellmonsödt - Pelmberg - Helpfau-Uttendorf - Kager - St. Florian (Gemeinde Helpfau-Uttendorf) - Uttendorf (Gemeinde Helpfau-Uttendorf) - Herzogsdorf - Bogendorf - Eidendorf - Stammering - Hinterstoder - Hinzenbach - Oberrudling - Wackersbach - Hirschbach im Mühlkreis - Guttenbrunn (Gemeinde Hirschbach) - Hochburg-Ach - Ach (Gemeinde Hochburg-Ach) - Duttendorf - Hochburg (Gemeinde Hochburg-Ach) - Oberkriebach - Unterkriebach | - Hofkirchen an der Trattnach - Gassen (Gemeinde Hofkirchen) - Schallbach (Gemeinde Hofkirchen) - Still (Gemeinde Hofkirchen) - Hofkirchen im Mühlkreis - Marsbach - Hofkirchen im Traunkreis - Harmannsdorf (Gemeinde Hofkirchen) - Hohenzell - Emprechting - Gonetsreith - Hasenzagl - Oberham - Untermauer - Wimm (Gemeinde Hohenzell) - Holzhausen - Höhnhart - Feichta - Henhart - Hörbich - Hörsching - Neubau (Gemeinde Hörsching) |

## I
| - Innerschwand - Inzersdorf im Kremstal - Mitterinzersdorf - Unterinzersdorf |

## J
| - Jeging - Julbach - Kraml (Gemeinde Julbach) |

## K
| - Kallham - Erlach - Kimpling - Kaltenberg - Markersreith - Silberberg (Gemeinde Kaltenberg) - Katsdorf - Bodendorf (Gemeinde Katsdorf) - Lungitz - Kefermarkt - Harterleithen - Pernau (Gemeinde Kefermarkt) - Kematen am Innbach - Steinerkirchen - Straß (Gemeinde Kematen am Innbach) - Kematen an der Krems - Achleiten - Burg (Gemeinde Kematen an der Krems) - Kiesenberg - Kirchberg bei Mattighofen - Sauldorf - Siegertshaft - Kirchberg ob der Donau - Grub (Gemeinde Kirchberg ob der Donau) | - Kirchberg-Thening - Axberg - Kirchdorf am Inn - Katzenberg (Gemeinde Kirchdorf) - Kirchdorf an der Krems - Kirchham (Oberösterreich) - Feichtenberg - Kaltenmarkt - Kampesberg - Kogl (Gemeinde Kirchham) - Krottendorf (Gemeinde Kirchham) - Kirchheim im Innkreis - Kirchschlag bei Linz - Riedl (Gemeinde Kirchschlag bei Linz) - Klaffer am Hochficht - Klam - Klaus an der Pyhrnbahn - Steyrling - Kleinzell im Mühlkreis - Kollerschlag - Stratberg - Kopfing im Innkreis - Entholzen - Glatzing - Neukirchendorf | - Königswiesen - Haid (Gemeinde Königswiesen) - Mönchdorf - Mötlas - Paroxedt - Kremsmünster - Au (Gemeinde Kremsmünster) - Dirnberg - Kirchberg (Gemeinde Kremsmünster) - Kremsegg - Krift - Mairdorf (Gemeinde Kremsmünster) - Sattledt (Gemeinde Kremsmünster) - Unterburgfried - Wolfgangstein - Krenglbach - Haiding - Katzbach (Oberösterreich) - Schmiding - Kronstorf - Schieferegg - Stallbach (Gemeinde Kronstorf) |

## L
| - Laakirchen - Diethaming - Kranabeth - Lindach (Gemeinde Laakirchen) - Oberweis (Gemeinde Laakirchen) - Oelling - Schwaigthal - Stötten (Gemeinde Laakirchen) - Lambach - Lambrechten - Breiningsdorf - Gerhagen - Kramberg - Reichergerhagen - Langenstein - Lasberg - Steinböckhof - Wartberg | - Laussa - Lembach im Mühlkreis - Lengau - Friedburg - Heiligenstadt - Krenwald - Oberehreneck - Utzweih - Lenzing - Leonding - Holzheim (Gemeinde Leonding) - Rufling - Leopoldschlag - Hiltschen - Lichtenau im Mühlkreis - Lichtenberg - Liebenau - Neustift (Gemeinde Liebenau) - Windhagmühl | - Linz - Ebelsberg - Katzbach - Kleinmünchen - Lustenau - Mönchgraben - Pichling - Posch - Pöstlingberg - St. Peter - Ufer - Urfahr - Waldegg (Linz) - Wambach - Lochen - Oberweissau - Tannberg - Wichenham - Lohnsburg am Kobernaußerwald - Gunzing - Kobernaußen - Losenstein - Stiedelsbach - Luftenberg an der Donau - Pürach |

## M
| - Manning - Marchtrenk - Maria Neustift - Blumau (Gemeinde Maria Neustift) - Buchschachen - Dörfl (Gemeinde Maria Neustift) - Platten (Oberösterreich) - Maria Schmolln - Oberminathal - Schnellberg - Schweigetsreith - Mattighofen - Mauerkirchen - Spitzenberg - Mauthausen - Haid (Gemeinde Mauthausen) - Mayrhof - Meggenhofen - Pfarrhofsberg - Wilhelmsberg | - Mehrnbach - Atzing - Renetsham - Riegarding - Stötten - Mettmach - Großweiffendorf - Hub - Neundling - Michaelnbach - Grub (Gemeinde Michaelnbach) - Haus - Micheldorf in Oberösterreich - Mittermicheldorf - Obermicheldorf - Untermicheldorf - Mining - Amberg - Gundholling - Mitterkirchen im Machland - Hofstetten - Langacker | - Molln - Außerbreitenau - Innerbreitenau - Molln - Ramsau (Gemeinde Molln) - Frauenstein (Gemeinde Molln) - Mondsee - Moosbach (Oberösterreich) - Grubedt - Waasen - Moosdorf - Stadl - Mörschwang - Greiffing - Munderfing - Achenlohe - Mühlheim am Inn - Münzbach - Innernstein - Münzkirchen - Eisenbirn - Freundorf (Gemeinde Münzkirchen) - Hofalt - Landertsberg - Schießdorf |

## N
| - Naarn im Machlande - Au (Gemeinde Naarn im Machlande) - Baumgarten - Ruprechtshofen - Natternbach - Nebelberg - Neufelden - Pürnstein - Neuhofen an der Krems - Dambach (Gemeinde Neuhofen ) - Fischen (Gemeinde Neuhofen) - Gries (Gemeinde Neuhofen) - Lining - Weißenberg (Gemeinde Neuhofen) - Neuhofen im Innkreis - Gobrechtsham | - Neukirchen am Walde - St. Sixt - Neukirchen an der Enknach - Apfenthal - Mitternberg - Neukirchen an der Vöckla - Ackersberg - Wegleiten - Neukirchen bei Lambach - Neumarkt im Hausruckkreis - Neumarkt im Mühlkreis - Matzelsdorf (Gemeinde Neumarkt) - Trosselsdorf - Zeiß - Neustift im Mühlkreis - Rannariedl | - Niederkappel - Witzersdorf - Niederneukirchen - Dörfl (Gemeinde Niederneukirchen) - Grünbrunn (Gemeinde Niederneukirchen) - Ruprechtshofen (Gemeinde Niederneukirchen) - Niederthalheim - Niederwaldkirchen - Allersdorf (Gemeinde Niederwaldkirchen) - Drautendorf - Nußbach (Oberösterreich) - Dauersdorf - Göritz (Gemeinde Nußbach) - Mandorf - Sinzendorf (Gemeinde Nußbach) - Nußdorf am Attersee - Lichtenbuch |

## O
| - Oberhofen am Irrsee - Laiter - Rabenschwand - Oberkappel - Obernberg am Inn - Oberndorf bei Schwanenstadt - Oberneukirchen - Waldschlag - Waxenberg - Oberschlierbach - Obertraun - Oberwang - Oberaschau | - Oepping - Götzendorf (Gemeinde Oepping) - Obergahleiten - Offenhausen - Großkrottendorf - Humplberg - Würting - Oftering - Freiling - Ohlsdorf - Ehrendorf - Ehrenfeld - Hafendorf - Nathal - Rittham | - Ort im Innkreis - Aichberg - Ostermiething - Ernsting (Ostermiething) - Ettenau - Ottenschlag im Mühlkreis - Ottensheim - Niederottensheim - Oberottensheim - Ottnang am Hausruck - Bruckmühl - Plötzenedt - Puchheim (Gemeinde Ottnang) |

## P
| - Pabneukirchen - Riedersdorf - Wetzelsberg - Palting - Mundenham - Pasching - Pattigham - Oberbrunn (Gemeinde Pattigham) - Sankt Thomas (Gemeinde Pattigham) - Peilstein im Mühlviertel - Kicking - Kirchbach - Pennewang - Breitenau (Gemeinde Pennewang) - Felling (Gemeinde Pennewang) - Krexham - Staffl - Perg - Pergkirchen - Weinzierl (Gemeinde Perg) - Perwang am Grabensee - Rudersberg - Peterskirchen - Brenning - Untermauer - Pettenbach - Gundendorf - Hammersdorf - Lungendorf - Magdalenaberg - Mitterndorf (Gemeinde Pettenbach) - Pratsdorf - Seisenburg - Unterdürndorf | - Peuerbach - Pfaffing - Oberalberting - Pfaffstätt - Pfarrkirchen bei Bad Hall - Feyregg - Möderndorf - Mühlgrub - Pfarrkirchen im Mühlkreis - Altenhof (Gemeinde Pfarrkirchen) - Weberschlag - Piberbach - Brandstatt (Gemeinde Piberbach) - Pichl bei Wels - Oberthanbach - Oedt (Gemeinde Pichl) - Sulzbach - Unterthanbach - Weilbach - Pierbach - Hofstetten - Pilsbach - Oberpilsbach - Unterpilsbach - Kirchstetten (Gemeinde Pilsbach) - Kien - Schmidham - Pinsdorf - Kufhaus - Pischelsdorf am Engelbach - Erlach - Gschwendt (Gemeinde Pischelsdorf) - Humertsham - Pitzenberg | - Pollham - Forsthof - Polling im Innkreis - Imolkam - Ornading - Holzerding - Pöndorf - Forstern (Gemeinde Pöndorf) - Geretseck - Haberpoint - Kirchham - Oberschwand - Pötting - Spielmannsberg - Pram - Feldegg - Gries - Prambachkirchen - Dachsberg (Gemeinde Prambachkirchen) - Gallham - Pramet - Hartlhof - Pregarten - Pregartsdorf - Selker - Puchenau - Puchkirchen am Trattberg - Trattberg - Pucking - St. Leonhard - Hasenufer - Pupping - Oberschaden - Putzleinsdorf - Ollerndorf - Pühret |

## R
| - Raab - Gautzham - Niederham - Oberspitzling - Riedlhof - Rainbach im Innkreis - Edermaning - Grünberg - Wienering - Rainbach im Mühlkreis - Apfoltern - Dreißgen - Eibenstein (Gemeinde Rainbach) - Hörschlag - Kerschbaum - Labach (Gemeinde Rainbach) - Rainbach - Sonnberg (Gemeinde Rainbach) - Summerau - Vierzehn (Gemeinde Rainbach) - Zulissen - Rechberg - Redleiten - Redlham | - Regau - Neudorf (Gemeinde Regau) - Oberkriech - Rutzenmoos - Unterregau - Reichenau im Mühlkreis - Reichenthal - Stiftung bei Reichenthal - Reichersberg - Hart - Traxlham - Reichraming - Arzberg - Ried im Innkreis - Ried im Traunkreis - Rührndorf - Voitsdorf (Gemeinde Ried) - Zenndorf - Ried in der Riedmark - Altaist - Marbach (Gemeinde Ried) - Obenberg | - Riedau - Vormarkt Riedau - Rohr im Kremstal - Fierling - Rohrbach-Berg - Hundbrenning - Steineck (Gemeinde Rohrbach-Berg) - Roitham - Außerpühret - Deising - Kemating - Rosenau am Hengstpaß - Roßbach - Rödham - Roßleithen - Pichl - Rading - Rottenbach - Großwaldenberg - Innernsee - Rüstorf - Rutzenham |

## S
| - Sandl - Hacklbrunn - Königsau (Gemeinde Sandl) - Pürstling - Sankt Aegidi - Hackendorf - Schauern - Sankt Agatha - Königsdorf, - Sankt Florian - Enzing - Fernbach - Gemering - Mickstetten - Niederfraunleiten - Oberweidlham - Rohrbach - Samesleiten - Taunleiten - Tillysburg - Unterweidlham - Sankt Florian am Inn - Otterbach - Pramhof - Unterteufenbach - Sankt Georgen am Fillmannsbach - Sankt Georgen am Walde - Henndorf - Linden - Sankt Georgen an der Gusen - Sankt Georgen bei Grieskirchen - Tolleterau - Sankt Georgen bei Obernberg am Inn - Nonsbach - Sankt Georgen im Attergau - Sankt Gotthard im Mühlkreis - Sankt Johann am Walde - Sankt Johann am Wimberg - Petersberg - Sankt Konrad - Edt - Mühldorf - Sankt Leonhard bei Freistadt - Herzogreith - Maasch - Sankt Lorenz - Sankt Marien - Droissendorf - Kimmersdorf - Kurzenkirchen - Nöstlbach - Oberndorf - Pichlwang - Tiestling - Weichstetten - Sankt Marienkirchen am Hausruck - Grausgrub - Stocket - Sankt Marienkirchen an der Polsenz - Fürneredt - Lengau - Pernau (Gemeinde Sankt Marienkirchen an der Polsenz) - Sankt Marienkirchen bei Schärding - Dietrichshofen - Fucking - Hackenbuch - Sankt Martin im Innkreis - Sankt Martin im Mühlkreis - Neuhaus an der Donau - Windischberg - Sankt Nikola an der Donau - Struden - Sankt Oswald bei Freistadt - Amesreith - March - Wippl - Sankt Oswald bei Haslach - Sankt Pankraz | - Sankt Pantaleon - Steinwag - Wildshut - Sankt Peter am Hart - Anzing - Hagenau - Sankt Peter am Wimberg - Eckerstorf - Kasten (Gemeinde Sankt Peter am Wimberg) - Sankt Radegund - Sankt Roman - Altendorf - Aschenberg - Au (Gemeinde Sankt Roman) - Ginzlsdorf - Kössldorf - Ried - Sankt Stefan am Walde - Unterriedl - Sankt Thomas - Sankt Thomas am Blasenstein - Sankt Ulrich bei Steyr - Kleinraming - Unterwald - Sankt Ulrich im Mühlkreis - Ramerstorf - Sankt Veit im Innkreis - Sankt Veit im Mühlkreis - Sankt Willibald - Aichet - Geiselham - Sankt Wolfgang im Salzkammergut, siehe auch Salzkammergut - Wolfgangthal - Sarleinsbach - Pogendorf - Schölling - Sprinzenstein - St. Leonhard - Sattledt - Saxen - Eizendorf - Schalchen - Furth (Gemeinde Schalchen) - Unterlochen - Weinberg - Schardenberg - Asing - Fraunhof - Gattern - Lindenberg - Luck - Scharnstein - Dorf - Mühldorf - Viechtwang - Scharten - Finklham - Schärding - Schärding Vorstadt - Schenkenfelden - Königschlag - Lichtenstein - Schiedlberg - Droißendorf - Matzelsdorf (Gemeinde Schiedlberg) - Thanstetten - Schildorn - St. Kollmann - Schlatt - Schleißheim - Dietach - Schlierbach - Maisdorf - Mitterschlierbach - Unterschlierbach | - Schlüßlberg - Atschenbach - Pfleg - Schlüßlberg - Trattenegg - Weinberg - Schönau im Mühlkreis - Kaining - Prandegg - Schönegg - Schörfling am Attersee - Fantaberg - Kammer - Schwand im Innkreis - Schwanenstadt - Schwarzenberg am Böhmerwald - Schwertberg - Windegg - Seewalchen am Attersee - Litzlberg - Senftenbach - Berg (Gemeinde Senftenbach) - Furth (Gemeinde Senftenbach) - Sierning - Gründberg - Hilbern - Neuzeug - Oberbrunnern - Pichlern - Sierninghofen - Sigharting - Thalmannsbach - Sipbachzell - Leombach - Schnarrendorf - Sonnberg im Mühlkreis - Spital am Pyhrn - Fahrenberg - Gleinkerau - Stadl-Paura - Stadl-Hausruck - Stadl-Traun - Steegen - Steinbach am Attersee - Steinbach am Ziehberg - Steinbach an der Steyr - Oberdürndorf - Oberinzersdorf - Forstau - Pieslwang - Zehetner - Steinerkirchen an der Traun - Almegg - Hammersedt - Oberaustall - Schnelling - Steinhaus - Oberschauersberg - Steyr - Christkindl - Föhrenschacherl - Gleink - Hinterberg - Jägerberg - Sarning - Stein - Steyregg - Lachstadt - Pulgarn - Straß im Attergau - Pabing - Wildenhag - Stroheim - Großstroheim - Mayrhof - Suben |

## T
| - Taiskirchen im Innkreis - Arling - Brandstätten - Breitenried - Jederetsberg - Kleingaisbach - Untertiefenbach (Gemeinde Taiskirchen im Innkreis) - Unterwietraun - Wiesenberg - Tarsdorf - Eichbichl - Hofstadt - Hörndl - Taufkirchen an der Pram - Brauchsdorf - Höbmannsbach - Igling (Gemeinde Taufkirchen an der Pram) - Laufenbach - Schwendt | - Taufkirchen an der Trattnach - Damberg - Keneding - Korntnerberg - Mödelbach - Roith - Widldorf - Ternberg - Bäckengraben - Trattenbach (Gemeinde Ternberg) - Thalheim bei Wels - Aschet - Ottsdorf - Tiefgraben - Hof | - Timelkam - Altwartenburg - Eiding - Leidern - Neuwartenburg - Oberthalheim (Gemeinde Timelkam) - Pichlwang - Wimberg - Tollet - Tragwein - Hinterberg - Mistlberg - Traun - Traunkirchen - Mühlbachberg - Treubach - Obertreubach - Schalchen - Tumeltsham - Rabenberg - Stöcklgras |

## U
| - Ulrichsberg - Berdetschlag - Hintenberg - Oedenkirchen - Schindlau - Ungenach - Rametsberg | - Unterach am Attersee - Au (Gemeinde Unterach am Attersee) - Unterweißenbach - Landshut (Gemeinde Unterweißenbach) - Unterweitersdorf | - Utzenaich - Dulmeding - Gaisbach - Murau - Unterhaslberg - Wilhelming - Überackern |

## V
| - Vichtenstein - Vorchdorf - Adlhaming - Eggenberg (Gemeinde Vorchdorf) - Einsiedling - Feldham - Hörbach (Gemeinde Vorchdorf) - Lederau - Messenbach - Moos (Gemeinde Vorchdorf) - Mühltal (Gemeinde Vorchdorf)) - Theuerwang | - Vorderstoder - Vorderweißenbach - Amesschlag - Bernhardschlag - Oberweissenbach - Vöcklabruck - Altwartenburg - Neuwartenburg - Wagrain (Vöcklabruck) - Vöcklamarkt - Walchen - Walkering |  |

## W
| - Waizenkirchen - Manzing - Weidenholz - Waldburg - Schwandt (Gemeinde Waldburg) - Waldhausen im Strudengau - Walding - Lindham - Waldkirchen am Wesen - Oberaichberg - Unteraichberg - Wesenufer - Waldneukirchen - Eggmair - Pesendorf - St. Nikola - Steinersdorf - Waldzell - Gitthof - Haberpoint - Hartlberg - Voglhaid - Wallern an der Trattnach - Mauer - Uttenthal - Wartberg an der Krems - Dipersdorf - Penzendorf - Schachadorf - Strienzing | - Wartberg ob der Aist - Untergaisbach - Weibern - Dirisam - Schwarzgrub - Weilbach - Ellreching - Voitshofen - Weißenkirchen im Attergau - Freudenthal (Gemeinde Weißenkirchen) - Weißkirchen an der Traun - Graßing - Sinnersdorf (Gemeinde Weißkirchen) - Weyerbach - Weitersfelden - Harrachstal - Wels - Lichtenegg (Gemeinde Wels) - Obereisenfeld - Pernau (Gemeinde Wels) - Puchberg (Gemeinde Wels) - Untereisenfeld - Wendling - Zupfing - Weng im Innkreis - Leithen - Wernstein am Inn - Amelreiching - Rutzenberg - Schafberg (Gemeinde Wernstein am Inn) - Wernstein - Zwickledt | - Weyer - Anger - Kleinreifling - Laussa (Gemeinde Weyer) - Nach der Enns - Pichl - Weyregg am Attersee - Wilhering - Dörnbach - Schönering - Windhaag bei Freistadt - Riemetschlag - Spörbichl - Windhaag bei Perg - Altenburg (Gemeinde Windhaag) - Windischgarsten - Wippenham - Wolfern - Judendorf - Kroisbach - Losensteinleithen - Maria Laah - Schwarzenthal (Gemeinde Wolfern) - Unterwolfern - Wolfsegg am Hausruck |

## Z
| - Zell am Moos - Zell am Pettenfirst | - Zell an der Pram - Aiglbrechting - Krenna - Oberndobl - Reischenbach - Schwaben - Stögen | - Zwettl an der Rodl - Innernschlag |